# Martin Aku
Martin Aku (* 25. September 1913 in Lomé; † 1970 ebenda) war ein togoisch-französischer Arzt, Autor, Politiker und Mitglied der Französischen Nationalversammlung.

## Leben
Er war Sohn des togoischen Pastors Andreas Aku (aus der ethnischen Gruppe der Ewe) aus Lomé. Dieser war dort von der Norddeutschen Missionsgesellschaft 1911 ordiniert worden. 1928 wurde Martin Aku von Missionsinspektor G. Stoevesandt von seiner Inspektionsreise in Togo mit nach Bremen gebracht. Dort besuchte er das Gymnasium und studierte ab dem Wintersemester 1935/36 Medizin in Tübingen. Darauf folgten ein Semester in Basel und zwei in Paris. Schließlich promovierte Aku 1944 in Marseille zum Dr. med., heiratete die spätere Ärztin Josèphe Etifier aus Martinique und kehrte 1945 nach Lomé zurück. Dort wandte er sich der Politik zu und gehörte als Vertreter der Partei Comité de l’unité togolaise von 1946 bis 1951 zur Französischen Nationalversammlung. 1952 verhinderte die französische Kolonialverwaltung seine Wiederwahl.
Nach seiner Rückkehr 1951 nach Lomé praktizierte Aku an verschiedenen Orten in Togo und Ghana, erkrankte jedoch und starb bereits mit 57 Jahren.
Von Martin Aku ist eine kurze Autobiographie in der Anthologie Afrikaner erzählen ihr Leben, hrsg. von Diedrich Westermann im Jahr 1938, erhalten. Sie stellt ein einzigartiges Zeugnis dar und wartet noch immer auf eine eingehende Erforschung.